# Piratas do Tietê
Piratas do Tietê é uma série de quadrinhos criada pela cartunista brasileira Laerte.
Os quadrinhos contam as aventuras de um grupo de piratas saqueadores, sendo o personagem principal o capitão da tripulação. Eles navegam pelo rio paulistano Tietê, buscando vítimas para saquear ou simplesmente torturar por mera diversão. Assim como Chiclete com Banana de Angeli, o título Piratas do Tietê serve para nomear a tira diária de Laerte, sob a qual outros quadrinhos da autora são publicados.

## Histórico
A primeira aparição dos Piratas do Tietê ocorreu em 1983, em uma edição da revista Chiclete com Banana da Circo Editorial. Os personagens viriam a ser presença constante na revista, e também na revista Circo. Logo, a popularidade deles serviria para que Laerte tivesse sua publicação: Piratas do Tietê, cuja primeira edição foi lançada em maio de 1990. No ano seguinte, a Folha de S. Paulo começou a publicar a tira dos Piratas do Tietê. Através da revista e da tira, outros personagens de Laerte foram sendo lançados. A revista foi cancelada pouco antes do encerramento de atividades da Circo Editorial, mas a tira continua sendo publicada até hoje.

## Teatro
Em 19 de abril de 2003, houve uma adaptação teatral dos quadrinhos, chamada Piratas do Tietê - O Filme. Na peça, os piratas tentam fazer um filme, visando ganhar o prêmio "Minhocão de Ouro". Foi exibida no Teatro Popular do SESI. Foi escrita por Laerte em parceria com Paulo Rogério Lopes, com direção de Beth Lopes.